# 지트니오스트로프섬

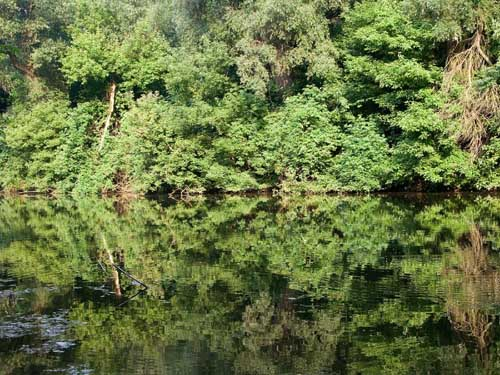

지트니오스트로프섬(슬로바키아어: Žitný ostrov)은 슬로바키아 서남에 있는 섬이다.